# Antonio Ballesteros Beretta
Antonio Ballesteros Beretta (Roma, 19 de marzo de 1880-Pamplona, 15 de julio de 1949) fue un historiador y americanista español e italiano. Casado con la historiadora y académica Mercedes Gaibrois Riaño, con quien fue padre del historiador Manuel Ballesteros Gaibrois y de la escritora Mercedes Ballesteros Gaibrois. Ostentó el título de conde de Beretta.

## Biografía
Antonio Ballesteros Beretta nació el 19 de marzo de 1880 en Roma, de origen noble; su padre, Arturo Ballesteros y Cotín, fue diplomático y noble aragonés, y su madre la condesa italiana María Beretta, de quien heredaría el título de conde de Beretta.
Alumno del colegio jesuita de Chamartín de la Rosa, continuó sus estudios en Oñate y Deusto. Se licenció en Filosofía y Letras por la Universidad de Salamanca y en Derecho por la Universidad de Zaragoza. A su formación de jurista unió su condición de políglota e historiador de significación conservadora.
Siendo catedrático de la Universidad de Sevilla, en 1910 contrajo matrimonio con Mercedes Gaibrois Riaño (1891-1960), nacida en París de origen colombiano. Ambos se especializaron en el estudio de la historia española de los siglos XIII y XIV, compartieron investigaciones y crearon una escuela de historiadores. Tuvieron dos hijos: el historiador Manuel (1911-2002) y la escritora y periodista Mercedes Ballesteros Gaibrois (1913-1995). 
Especializado en la historia de España y de América, Ballesteros fue catedrático de esta materia en la Universidad de Madrid, miembro de la Real Academia de la Historia (en la que ingresó como miembro de número el 3 de febrero de 1918), director del Consejo Superior de Investigaciones Científicas y de la Revista de Indias.
Americanista, contó entre sus amistades con el filósofo político e historiador peruano, José de la Riva-Agüero y Osma, marqués de Montealegre de Aulestia.
En política era monárquico y de ideología conservadora. Durante la guerra civil española optó por el bando sublevado y en 1938 encabezó una excursión de maestros a la Italia fascista.
A su fallecimiento —acontecido en Pamplona el 15 de julio de 1949— le sucedió su esposa en el cargo de bibliotecario perpetuo de la Real Academia de la Historia.